# Feminismo en India

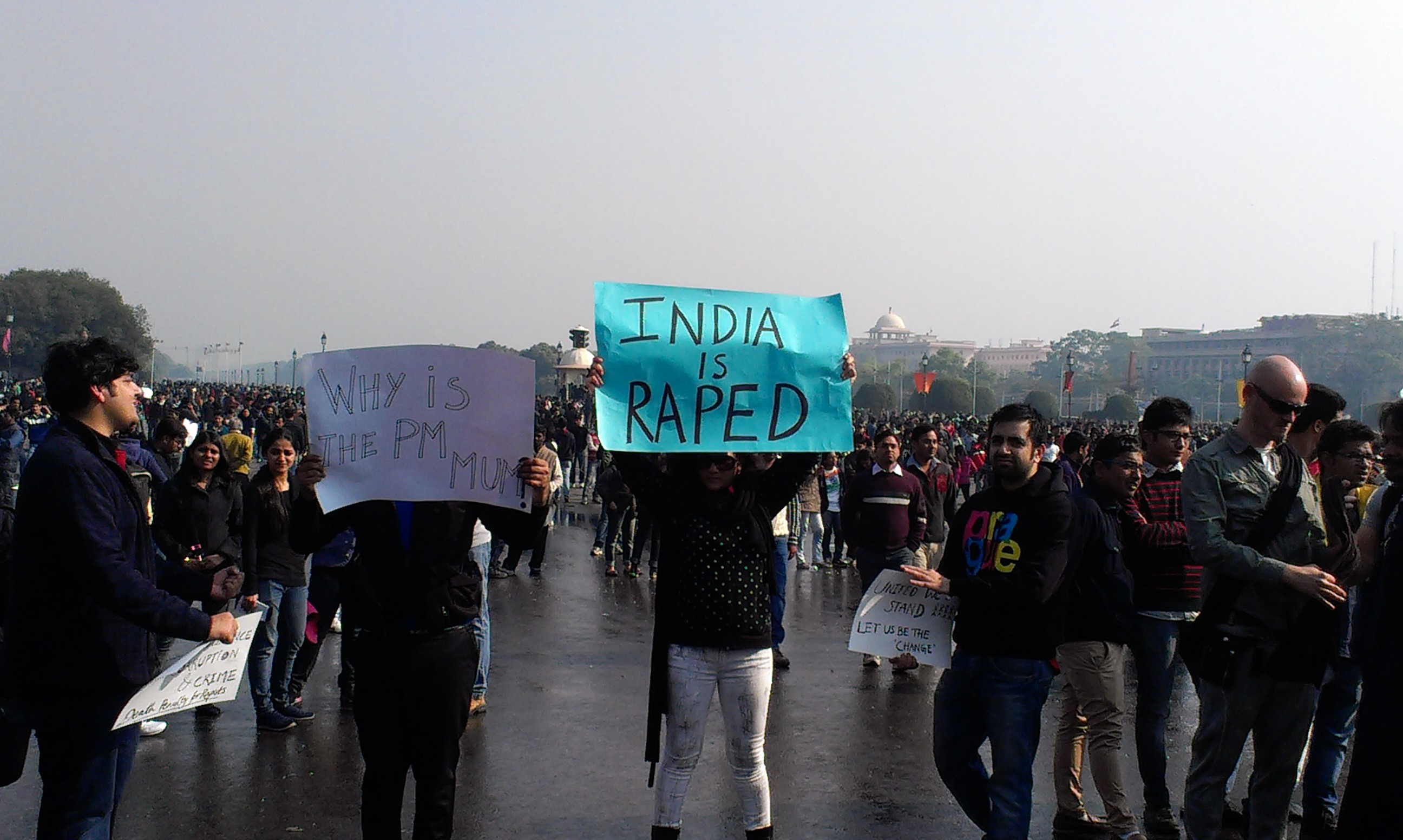
Grupo de estudiantes protestando por el aumento de la violencia contra las mujeres

El feminismo en India es un conjunto de movimientos que tienen como objetivo definir, establecer, y defender la igualdad de derechos políticos, económicos, y sociales de las mujeres indias, así como lograr la igualdad de oportunidades dentro de la sociedad india. Es la búsqueda de los derechos de las mujeres dentro de la sociedad de India, teniendo entre sus metas: la igualdad salarial, igual acceso a la salud y la educación e igualdad de derechos políticos. Las feministas indias también han luchado en contra asuntos culturales concretos de la sociedad India patriarcal como son las leyes de herencia o el rito Satí, acto de inmolación de mujeres viudas.
La historia del feminismo en India se ha estructurado en tres fases. La primera comienza a mediados del siglo XVIII cuando los colonizadores varones europeos empiezan a denunciar públicamente los males del rito Satí. La segunda fase se extiende de 1915 hasta la independencia de la India, cuando Gandhi incorpora los movimientos de mujeres al Movimiento anticolonial indio y las organizaciones de las mujeres independientes empiezan a emerger y a extenderse. La tercera fase, tras la independencia hasta la actualidad, ha estado centrada en lograr un trato justo de las mujeres en el hogar tras el matrimonio, aumentar los derechos laborales y lograr la paridad política.
A pesar de los avances logrados pSe considera que lor los movimientos feministas indios, las mujeres que viven en la India moderna continúan haciendo frente a muchos asuntos de discriminación. Entre los retos del movimiento en el marco de la cultura patriarcal india continúa el acceso a la propiedad de la tierra y a la educación. En las últimas décadas también se han movilizado contra el aborto selectivo por sexo
Al igual que en países occidentales, han existido críticas a los movimientos feministas en India. Entre las críticas destaca la sobrerepresentación de mujeres privilegiadas, desatendiendo las necesidades y la falta de representación de  las mujeres más pobres o de casta más baja. Esto ha llevado al surgimiento de organizaciones y movimientos feministas de casta concretos